# Trichillum pauliani
Trichillum pauliani là một loài bọ cánh cứng trong họ Bọ hung (Scarabaeidae).